# Henry Ingram (1er vicomte d'Irvine)
Henry Ingram (1640-1666) est un noble écossais. Il est le premier à détenir le titre Lord Ingram et vicomte Irvine, dans la pairie d'Écosse, qui dans les sources anglaises est généralement écrit vicomte Irwin. 

## Jeunesse

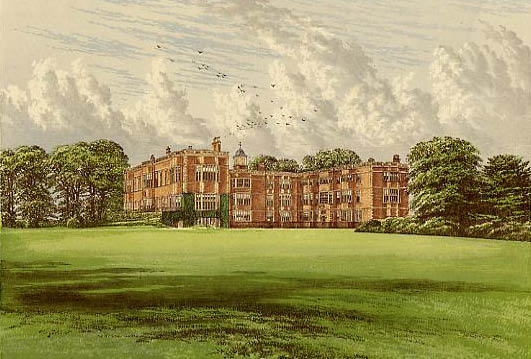
Temple Newsam House, siège des vicomtes Irvine (de Morris's Country Seats, 1880).

Henry Ingram est baptisé à Whitkirk, dans le Yorkshire en 1641. Il est le troisième des quatre fils (et trois filles) d'Eleanor Slingsby (une fille d'Henry Slingsby, député) et d'Arthur Ingram Jr. de Temple Newsam (d. 1655), le shérif du Yorkshire de 1629 à 1630. Son frère, le fils aîné, est mort en bas âge. Après la mort de sa mère en 1647, son père se remarie avec Katherine Fairfax (la deuxième fille de Thomas Fairfax (1er vicomte Fairfax) (en) d'Emley).
Ses grands-parents paternels sont le notable propriétaire terrien et député Arthur Ingram (en) Sr. (1565–1642) et sa première épouse, Susan Brown (fille de Richard Brown). Après la mort de sa grand-mère en 1613, son grand-père se remarie avec Alice Ferrers, et ils sont les parents de son demi-oncle, Thomas Ingram (en), qui devient Chancelier du duché de Lancastre de 1664 à 1672. Après la mort d'Alices, Arthur se marie pour la troisième fois à Mary Greville (d. 1661) (une fille d'Edward Greville de Milcote).
Son grand-père achète Temple Newsam en 1622 et, à travers une destruction par un incendie en mars 1635/6, reconstruit le manoir au cours des 20 années suivantes, incorporant une partie de la maison appartenant autrefois aux comtes et ducs de Lennox dans laquelle Henry Stuart, Lord Darnley, père du roi Jacques Ier, est né en 1545. Le père d'Henri hérite du domaine de son grand-père à sa mort en 1642.

## Carrière
Peu de temps après la mort de son père en 1655, son frère aîné (le deuxième fils), Thomas Ingram, épouse Mary Payler (une fille de Watkinson Payler de Thoralby et sa femme, une sœur de Katherine Fairfax). Cependant, Mary meurt presque immédiatement et Thomas est décédé en 1660. Henry (le troisième fils) devient donc l'héritier d'Arthur à l'âge de 20 ans, héritant de Temple Newsam et d'autres domaines. Sa belle-mère Katherine meurt en février 1667.
Le 23 mai 1661, Henry est créé pair d'Écosse sous les titres de vicomte Irvine et Lord Ingram, par brevet, en tant que titres héréditaires limités à ses héritiers masculins.

## Vie privée
Le 7 juin 1661, moins d'un mois après avoir été élevé à la pairie, il épouse Essex Montagu, fille d'Edward Montagu (2e comte de Manchester) et de sa femme Essex Cheke, fille de Thomas Cheke de Pyrgo et d'Essex Rich (une fille de Robert Rich (1er comte de Warwick)). Ils ont trois enfants :
- Edward Ingram (1662-1688), qui devient le 2e vicomte[8]. Il épouse Elizabeth Sherard, sœur de Bennet Sherard (1er comte de Harborough) et fille aînée du 2e baron Sherard et Elizabeth Christopher. Après sa mort, elle épouse John Noel de Walcot, un fils Baptiste Noel (3e vicomte Campden)[7].
- Essex Ingram (née en 1664/5), décédée dans l'enfance [7].
- Arthur Ingram (1666-1702), qui devient le 3e vicomte et est l'ancêtre des derniers vicomtes[9].

Le 1er vicomte fait son testament le 9 août 1666, demandant d'être enterré à Whitkirk le plus près possible de son père, et prenant de grandes dispositions pour sa veuve, ses deux fils et sa fille et ses principaux serviteurs. Il fait particulièrement mention de son frère Arthur Ingram. Henry est enterré à Whitkirk le 13 août 1666 . Sa veuve Essex, la vicomtesse Irvine, meurt en 1677.
Il existe un portrait d'Henry Ingram, 1er vicomte Irwin, de l'école de Peter Lely, dans les collections de Temple Newsam, et un portrait d'Essex Montagu, vicomtesse Irwin, du même .